# Барг, Джон
Барг Джон (англ. John Bargh; 9 декабря 1955) — социальный психолог, работающий в Йельском университете, где создал Лабораторию автоматизма в познании, мотивации и оценке.
Барг исследует роль автоматизма и бессознательной обработки в социальном поведении. Исследователь рассматривает роль процессов фиксирования установки (прайминга) в поведении. Стереотипическое фиксирование установки — согласованность поведения со стереотипами. Например, человек, у которого фиксировалась установка на феномен старости, уходя из лаборатории, где проводился психологический эксперимент, передвигался медленнее, чем это делали люди из контрольной группы. Субъекты, для которых фиксировалась установка на лица афроамериканцев, взаимодействовали с экспериментаторами более агрессивно.
В статье «За пределами бихевиоризма» (англ. Beyond behaviorism) Барг трактует как автоматические, так и волевые процессы как детерминистические по природе, в том смысле, что в обоих случаях существуют причины.

## Награды
- Премия Макса Планка (1990)
- Стипендия Гуггенхайма (2001) [7].